# Natació als Jocs Olímpics d'estiu de 1912 - 400 metres lliures masculins
Els 400 metres lliures masculins va ser una de les nou proves de natació que es disputaren als Jocs Olímpics d'Estocolm de 1912. Era la tercera vegada que es disputava aquesta prova en uns Jocs, després que fos introduïda el 1904. La competició es disputà entre l'11 i el 14 de juliol de 1912. Hi van prendre part 26 nedadors procedents de 13 països.

## Medallistes
| Or                   | Plata               | Bronze                |
| George Hodgson (CAN) | John Hatfield (GBR) | Harold Hardwick (ANZ) |

## Rècords
Aquests eren els rècords del món i olímpic que hi havia abans de la celebració dels Jocs Olímpics de 1912.
| Rècord del Món | 5:28.4 | Béla Las-Torres | Budapest (HUN) | 12 de juny de 1912   |
| Rècord Olímpic | 5:36.8 | Henry Taylor    | Londres (GBR)  | 16 de juliol de 1908 |

En la primera sèria Harold Hardwick va establir un nou rècord olímpic amb un temps de 5:36.0 minuts. Aquest rècord fou millorat en la cinquena sèrie per Cecil Healy, que va establir un temps de 5:34.0 minuts. En la primera semifinal George Hodgson fou el que el millorà amb un temps de 5:25.4 minuts, temps que millorà en un segon en la final i deixà en 5:24.4 minuts.

## Resultats

### Quarts de final
Els dos primers de cada sèrie i el millor tercer passen a semifinals.
Sèrie 1
| Posició | Nedador                 | Temps  | Qual. |
| ------- | ----------------------- | ------ | ----- |
| 1       | Harold Hardwick (ANZ)   | 5:36.0 | QS OR |
| 2       | Malcolm Champion (ANZ)  | 5:37.0 | QS    |
| 3       | James Reilly (USA)      | 6:10.2 |       |
| 4       | Nils-Erik Haglund (SWE) | 6:23.4 |       |
| 5       | Davide Baiardo (ITA)    |        |       |
| —       | Mario Massa (ITA)       | DNF    |       |

Sèrie 2
| Posició | Nedador                | Temps  | Qual. |
| ------- | ---------------------- | ------ | ----- |
| 1       | Thomas Battersby (GBR) | 6:03.6 | QS    |
| 2       | John Johnsen (NOR)     | 6:14.4 | QS    |
| 3       | Eskil Wedholm (SWE)    | 6:29.8 |       |
| —       | Pavel Avksentyev (RUS) | DNF    |       |

Sèrie 3
| Posició | Nedador                   | Temps  | Qual. |
| ------- | ------------------------- | ------ | ----- |
| 1       | Max Ritter (GER)          | 5:44.6 | QS    |
| 2       | Alajos Kenyery (HUN)      | 5:46.0 | QS    |
| 3       | Nicholas Nerich (USA)     | 5:50.4 | qs    |
| —       | Theodore Tartakover (ANZ) | DNF    |       |
| —       | David Theander (SWE)      | DNF    |       |

Sèrie 4
| Posició | Nedador                | Temps  | Qual. |
| ------- | ---------------------- | ------ | ----- |
| 1       | Béla Las-Torres (HUN)  | 5:36.2 | QS    |
| 2       | Henry Taylor (GBR)     | 5:48.4 | QS    |
| —       | Nikolay Voronkov (RUS) | DNF    |       |

Sèrie 5
| Posició | Nedador             | Temps  | Qual. |
| ------- | ------------------- | ------ | ----- |
| 1       | Cecil Healy (ANZ)   | 5:34.0 | QS OR |
| 2       | John Hatfield (GBR) | 5:35.6 | QS    |
| 3       | Franz Schuh (AUT)   | 6:09.4 |       |

Sèrie 6
| Posició | Nedador               | Temps  | Qual. |
| ------- | --------------------- | ------ | ----- |
| 1       | George Hodgson (CAN)  | 5:50.6 | QS    |
| 2       | William Foster (GBR)  | 5:52.4 | QS    |
| 3       | Oscar Schiele (GER)   | 5:57.0 |       |
| 4       | George Godfrey (RSA)  | 6:30.6 |       |
| 5       | Harry Hedegaard (DEN) | 7:07.8 |       |

### Semifinals
Els dos primers de cada semifinal i el millor tercer passen a la final.
Semifinal 1
| Posició | Nedador                | Temps  | Qual. |
| ------- | ---------------------- | ------ | ----- |
| 1       | George Hodgson (CAN)   | 5:25.4 | QF WR |
| 2       | John Hatfield (GBR)    | 5:25.6 | QF    |
| 3       | William Foster (GBR)   | 5:49.0 |       |
| 4       | Nicholas Nerich (USA)  | 5:51.0 |       |
| 5       | Thomas Battersby (GBR) | 5:51.2 |       |
| 6       | John Johnsen (NOR)     |        |       |
| —       | Max Ritter (GER)       | DNS    |       |

Semifinal 2
| Posició | Nedador                | Temps  | Qual. |
| ------- | ---------------------- | ------ | ----- |
| 1       | Harold Hardwick (ANZ)  | 5:31.0 | QF    |
| 2       | Béla Las-Torres (HUN)  | 5:34.8 | QF    |
| 3       | Cecil Healy (ANZ)      | 5:37.8 | qf    |
| 4       | Malcolm Champion (ANZ) | 5:38.0 |       |
| 5       | Henry Taylor (GBR)     | 5:48.2 |       |
| —       | Alajos Kenyery (HUN)   | DNS    |       |

### Final
| Posició | Nedador               | Temps     |
| ------- | --------------------- | --------- |
| 1       | George Hodgson (CAN)  | 5:24.4 WR |
| 2       | John Hatfield (GBR)   | 5:25.8    |
| 3       | Harold Hardwick (ANZ) | 5:31.2    |
| 4       | Cecil Healy (ANZ)     | 5:37.8    |
| 5       | Béla Las-Torres (HUN) | 5:42.0    |